# Christoforos Papamichalopulos
Christoforos Papamichalopulos, gr. Χριστόφορος Παπαμιχαλόπουλος (ur. 5 kwietnia 1988 w Atenach) – cypryjski narciarz alpejski.

## Przebieg kariery
Podczas Mistrzostw Świata 2007 nie ukończył pierwszego zjazdu kwalifikacyjnego do slalomu giganta, a w slalomie uzyskał 43. pozycję. Na Mistrzostwach Świata 2009 nie ukończył obu konkurencji. Wziął udział w Zimowych Igrzyskach Olimpijskich 2010, jednak także nie ukończył ani slalomu, ani slalomu giganta. Należy do klubu Ski Club Larnaca. Jest bratem Sofii.

## Wyniki olimpijskie
| Igrzyska       | Konkurencja            | Czas | Wynik |
| -------------- | ---------------------- | ---- | ----- |
| Vancouver 2010 | Slalom gigant mężczyzn | DNF  | NS    |
| Vancouver 2010 | Slalom mężczyzn        | DNF  | NS    |